# 安托万·农帕尔·德·科蒙
安托万·农帕尔·德·科蒙，洛赞公爵（法語：Antoine Nompar de Caumont, duc de Lauzun，法語發音：[ɑ̃twan nɔ̃paʁ də komɔ̃ dyk də lozœ̃]，1632年—1723年11月19日），是法国的一位廷臣和士兵。
出生在洛赞，其父是洛赞伯爵加布里埃尔，母亲是夏洛特。年轻時，安托瓦内进入军队服役，效命于蒂雷納子爵麾下，后受路易十四赏识而获得快速提拔。他粗野、机智且幽默，经常使路易十四高兴。“欧洲最伟大的继承人”安娜·玛丽·路易丝·德·奥尔良爱上了他。二人决定1670年12月21日结婚，这令路易十四十分恼火，在18日阻止了这次婚姻，并将他秘密逮捕。